# 1937年逝世人物列表
1937年逝世人物列表：1月 - 2月 - 3月 - 4月 - 5月 - 6月 - 7月 - 8月 - 9月 - 10月 - 11月 - 12月
下面是1937年逝世的知名人士列表。

## 1月

### 1日
- 巴克提西丹塔·薩拉斯瓦蒂，印度精神導師
- 約翰·格雷沙姆·梅亨，美國長老會神學家

### 2日
- 羅斯·亞歷山大，美國演員

### 5日
- 阿爾貝托·德·奧利維拉，巴西詩人
- 恩斯特·勒夫斯特倫，第一次世界大戰芬蘭將軍

### 6日
- 安德列·貝塞特，加拿大宗教領袖，聖人
- 阿爾伯特·格利夫斯，美國海軍上將

### 13日
- 馬丁·約翰遜，美國冒險家、紀錄片製片人（飛機失事）

### 15日
- 彼得羅·比吉內利，義大利化學家
- 喬治·希萊爾·布斯凱，法國學者

### 16日
- 彼得·利沃維奇·巴克，蘇聯政治家

### 17日
- 理查·波列斯拉夫斯基，波蘭電影導演

### 18日
- 海梅·希拉蕊奧·巴爾巴爾，西班牙羅馬天主教宗教人士和聖人（被處決）

### 21日
- 亞辛·哈希米，伊拉克政治家和伊拉克第四任總理
- 瑪麗·普雷沃斯特，加拿大女演員

### 23日
- 奥尔索·马里奥·科尔比诺，義大利物理學家、政治家

## 2月

### 1日
- 淺野長勲，日本外交官、政治家

### 2日
- 萊因霍爾德·哈尼施，奧地利政治家、工人

### 5日
- 盧·安德列亞斯-薩洛梅，俄羅斯出生的作家
- 何塞·尼科萊蒂·菲略，義大利革命英雄

### 7日
- 羅脫，美國政治家、外交官和諾貝爾和平獎獲得者

### 11日
- 沃尔特·伯利·格里芬，美國建築師、城市規劃師
- 瓦西裡·古爾科，俄羅斯將軍
- 瑪麗亞·路易莎·約瑟法，墨西哥羅馬天主教修女和受人尊敬的修女
- 耶穌的彼得·瑪律多納多，墨西哥神父、殉道者和聖人

### 14日
- 維森特·維拉爾·大衛，西班牙羅馬天主教神父、聖人和烈士（在戰鬥中陣亡）
- 埃尔基·梅拉尔廷，芬蘭作曲家[1]

### 17日
- 喬治·哈塞爾，英國演員

### 19日
- 奥拉西奥·基罗加，烏拉圭作家[2]

### 20日
- 珀西·考克斯，英國陸軍將軍和殖民地行政長官

### 24日
- 弗拉基米爾·利普斯基，蘇聯科學家、植物學家
- 貝耶恩·梅裡德，衣索比亞軍事指揮官
- 蓋伊·斯坦丁，英國演員

### 27日
- 道格拉斯·卡內基，英國政治家
- 查理斯·唐納利，愛爾蘭詩人（在戰鬥中陣亡）

## 3月

### 6日
- 約翰·埃利斯·馬蒂諾，美國政治家

### 7日
- 康塞普西翁·卡佈雷拉·德·阿米達，墨西哥羅馬天主教神秘主義者和祝福者

### 8日
- 尤里·科修賓斯基，蘇聯政治家、活動家
- 豪伊·莫倫茨，加拿大冰球運動員

### 9日
- 保羅·埃爾默·莫爾，美國評論家、散文家

### 11日
- 約瑟夫·庫里南，美國石油實業家，德士古創始人

### 12日
- 胡鮑伊·耶內，匈牙利作曲家、小提琴家
- 夏爾-馬里·魏多，法國管風琴家、作曲家

### 13日
- 伊萊胡·湯姆森，英裔美國工程師和發明家，通用電氣聯合創始人

### 15日
- 霍华德·菲利普斯·洛夫克拉夫特，美國作家

### 16日
- 奥斯汀·张伯伦，英國政治家，諾貝爾和平獎獲得者

### 18日
- 梅蘭妮·博尼斯，法國作曲家
- 費利克斯·格拉夫·馮·博特默，德國將軍
- 胡里奧·桑切斯·加德爾，阿根廷劇作家

### 20日
- 亞瑟·貝內德，法國作家、詩人和劇作家
- 哈利·瓦爾登，英國高爾夫職業選手

### 22日
- 托瓦爾德·阿加德，丹麥作曲家
- 阿爾弗雷德·戴克·阿克蘭，英國軍官
- 弗拉基米爾·馬克西莫夫，蘇聯演員
- 瑪麗·羅素，貝德福德公爵夫人，英國飛行員，鳥類學家（飛機失事）

### 25日
- 約翰·德林克沃特，英國詩人、戲劇家

### 27日
- 維克多·古斯塔夫·布洛德，瑞典化學家

### 28日
- 約瑟夫·克裡奇卡，捷克斯洛伐克管風琴家、小提琴家和作曲家

### 29日
- 費奧多爾·凱尼曼，蘇聯鋼琴家、作曲家
- 卡罗尔·席曼诺夫斯基，波蘭作曲家
- 金有貞，韓國小說家

### 31日
- 艾哈迈德·伊泽特帕夏，土耳其將軍

## 4月

### 2日
- 內森·伯恩鮑姆，奧地利作家、記者

### 4日
- 摩洛哥蘇丹阿卜杜勒·哈菲德
- 瑪麗亞·特蕾莎·卡西尼，義大利羅馬天主教修女和祝福

### 5日
- 何塞·本利烏爾·吉爾，西班牙畫家

### 6日
- 久拉·尤哈斯，匈牙利詩人

### 7日
- 海倫·伯吉斯，美國女演員

### 8日
- 比利·巴塞特，英格蘭足球運動員

### 10日
- 拉爾夫·因斯，美國電影導演
- 什里達爾·文卡特什·凱特卡，印度社會學家、歷史學家

### 14日
- 內德·漢隆，美國棒球經理，美國職業棒球大聯盟名人堂成員

### 16日
- 傑伊·詹森·莫羅，美國軍事工程師、政治家和巴拿馬運河區第三任總督

### 19日
- 第一代阿靈頓康威男爵馬丁·康威，英國藝術評論家、登山家
- 威廉·莫顿·惠勒，美國昆蟲學家

### 20日
- 加斯頓·謝勞，法國記者
- 約瑟夫·馬札特卡，捷克雕塑家

### 21日
- 賽瑪·哈爾馬賈，芬蘭詩人

### 22日
- 亞瑟·埃德蒙·卡瑞，亞美尼亞裔美國演員

### 23日
- 卡羅琳·哈裡斯，美國女演員

### 24日
- 露西·博蒙特，英國女演員

### 25日
- 米哈爾·德爾澤馬拉，波蘭叛軍

### 27日
- 安东尼奥·葛兰西，義大利共產主義作家、政治家

### 29日
- 华莱士·卡罗瑟斯，美國化學家，尼龍發明者
- 威廉·吉列，美國演員

## 5月

### 1日
- 斯尼茨·愛德華茲，匈牙利演員
- 赫伯特·休斯，愛爾蘭作曲家

### 2日
- 岩崎卓爾，日本氣象學家

### 4日
- 諾埃爾·羅莎，巴西詞曲作者

### 5日
- 卡米洛·貝爾內里，義大利哲學家、無政府主義者
- C.K.G.比林斯，美國騎士

### 7日
- 恩斯特·萊曼，興登堡號德國船長[3]

### 9日
- 哈裡·巴頓，美國建築師
- 莫裡斯·康納，加拿大政治家

### 10日
- 詹姆斯·布林德利，英國政治家

### 11日
- 阿方索·达科斯塔，葡萄牙律師、教授、政治家和3次葡萄牙總理
- 艾倫·漢塞爾，美國網球冠軍

### 15日
- 珀西·李·加薩韋，美國政治家

### 23日
- 约翰·D·洛克菲勒，美國實業家、慈善家

### 24日
- 路易斯·F·阿尔瓦雷茨，西班牙醫生
- 弗朗西斯·伯德，澳大利亞建築師

### 25日
- 亨利·奧薩瓦·坦納，美國藝術家

### 26日
- 伯莎·梅·克勞馥，加拿大歌劇歌手

### 28日
- 阿尔弗雷德·阿德勒，奧地利心理學家

### 29日
- 利扎爾多·加西亞，厄瓜多第17任總統

## 6月

### 2日
- 路易·维埃纳，法國作曲家

### 3日
- 雨果·哈馬舍爾德，瑞典公務員、政治家
- 埃米利奥·莫拉，西班牙民族主義指揮官（飛機失事）

### 4日
- 費爾南德·卡布羅爾，法國神學家
- 凱克·格拉澤，蘇聯領導人约瑟夫·斯大林的母親

### 7日
- 讓·哈洛，美國女演員

### 10日
- 簡·福斯·巴夫，美國活動家
- 罗伯特·莱尔德·博登，加拿大律師、政治家和加拿大第8任總理
- 瑪律科姆·威廉姆斯，美國演員

### 12日
- 米哈伊爾·圖哈切夫斯基，蘇聯陸軍軍官，紅軍總司令（被處決）

### 16日
- 亚历山大·切尔维亚科夫，蘇聯領導人

### 18日
- 皮埃爾·博達爾，法國畫家
- 加斯頓·杜默格，法國第60任總理，法國第13任總統

### 19日
- J·M·巴里，英國小說家、戲劇家

### 20日
- 安德魯·寧·佩雷斯，西班牙政治家

### 25日
- 科林·克莱夫，英國演員
- 瑪爾塔·坎寧安，美國歌劇歌手

### 26日
- 村田實，日本演員、導演和編劇

### 27日
- 桑德羅·艾哈邁特利，蘇聯導演

### 28日
- 马克斯·阿德勒，奧地利馬克思主義理論家

## 7月

### 1日
- 伊利亞·加爾卡維，蘇聯將軍
- 馬特維·瓦西連科，蘇聯共青團員

### 2日
- 阿梅莉亚·埃尔哈特，美國飛行員（當天失蹤）

### 3日
- 鮑裡斯·戈爾巴喬夫，蘇聯將軍

### 6日
- 博赫丹·伊霍爾·安東尼奇，蘇聯詩人
- 埃內斯托·巴迪尼，義大利歌劇歌手

### 7日
- 阿克·哈馬舍爾德，瑞典外交官、律師

### 8日
- 戴安娜·阿布加爾，亞美尼亞外交官

### 9日
- 奧利弗·勞，美國勞工召集人、陸軍軍官（在西班牙內戰中陣亡）

### 10日
- 亞瑟·埃德蒙·西曼，美國教授和博物館館長

### 11日
- 乔治·格什温，美國作曲家
- 羅德裡格斯·奧托倫吉，美國作家

### 12日
- 第11代韋米斯伯爵雨果·查特利斯，英國政治家、公務員

### 13日
- 米哈伊尔·博伊丘克，蘇聯畫家
- 维克多·拉卢，法國建築師

### 14日
- 朱利葉斯·邁耶，美國商人、政治家
- 約瑟夫·泰勒·羅賓遜，美國政治家

### 15日
- 沃爾特·蓋伊，美國畫家

### 16日
- 弗拉基米爾·基里洛夫，蘇聯詩人

### 17日
- 安妮·古魯耶姆，芬蘭女權主義活動家、政治家
- 珀西·加德納，英國考古學家

### 18日
- 朱利安·貝爾，英國詩人（在西班牙內戰中喪生）
- 格裡戈爾·喬爾加澤，蘇聯歷史學家、法學家和政治家

### 20日
- 古列尔莫·马可尼，義大利出生的美國發明家

### 22日
- 納扎雷諾福爾摩沙，美國羅馬天主教神父和牧師
- 保羅·雅什維利，蘇聯詩人

### 23日
- 瓦爾納瓦，塞爾維亞族長

### 31日
- 諾埃·布洛赫，蘇聯製片人

## 8月

### 5日
- 讓·路易士·康諾，法國飛行員

### 6日
- 阿迪奧達托·巴雷托，葡萄牙詩人
- F.C.S.席勒，德裔英國哲學家

### 8日
- 馬丁·拉祖斯，捷克斯洛伐克詩人、作家和政治家

### 9日
- 罗云奎，韓國演員、導演和編劇

### 11日
- 伊迪丝·华顿，美國作家

### 13日
- 西吉茲蒙德·列瓦涅夫斯基，蘇聯飛機飛行員

### 19日
- 亞歷山大·霍托維茨基，俄羅斯東正教神父、傳教士和聖人
- 磯部浅一，日本陸軍軍官
- 伊萬·卡塔耶夫，俄羅斯小說家、作家

### 22日
- 歐文·伯恩斯，美國企業家
- 格勒格道尔吉·德米德，俄羅斯政治軍事人物

### 24日
- 格瓦斯·貝克特，英國政治家

### 26日
- 克裡斯托斯·克裡斯托瓦西利斯，希臘記者、作家
- 安德魯·梅隆，美國銀行家，美國財政部長

### 30日
- 加埃塔諾·比斯萊蒂，義大利紅衣主教
- 湯瑪斯·安東尼奧·加西亞·羅薩多，葡萄牙將軍

### 31日
- 露絲·鮑德溫，英國社交名媛

## 9月

### 2日
- 維倫德拉納特·查托帕德亞亞，印度革命英雄
- 皮埃尔·德·顾拜旦，國際奧林匹克委員會第二任主席[4]

### 3日
- 弗朗索瓦·吉格，法國畫家

### 4日
- 丹尼爾·亞歷山大·卡梅倫，加拿大政治家
- 胡安·坎皮斯特蓋，烏拉圭律師、軍人，烏拉圭第25任總統

### 5日
- 大衛·亨德里克斯·伯吉，美國細菌學家

### 6日
- 哈裡·查理斯·珀維斯·貝爾，英國公務員、專員

### 8日
- 弗蘭克·亞歷山大，美國演員

### 9日
- 米哈伊爾·迪特裡赫斯，俄羅斯將軍
- 蓋薩·霍瓦特，匈牙利醫生、昆蟲學家

### 11日
- 納茲米·齊亞·古蘭，土耳其畫家

### 13日
- 埃利斯·派克·巴特勒，美國幽默家

### 14日
- 湯瑪斯·加里格·馬薩里克，捷克斯洛伐克政治家、社會學家、哲學家和捷克斯洛伐克第一任總統

### 15日
- 安德斯·邦德加德，丹麥雕塑家
- 克利福德·希瑟利，英國演員

### 20日
- 馬克西米利安·霍維茨，波蘭社會主義者、共產主義活動家
- 列夫·卡拉汗，蘇聯革命英雄、外交官

### 22日
- 露絲·羅蘭，美國女演員

### 23日
- 克萊托·岡薩雷斯·比克斯，哥斯大黎加第18任和第26任總統

### 26日
- 贝西·史密斯，非裔美國藍調歌手
- 愛德華·菲萊恩，美國商人、慈善家

### 27日
- 阿裡汗·布凱哈諾夫，哈薩克政治家、政治家、公關人員、教師、作家和阿拉什自治總理

### 29日
- 雷·尤里，美國奧林匹克運動員

## 10月

### 1日
- 日本久邇宮多嘉王

### 3日
- 巴登·巴登-鮑威爾，美國飛行員先驅
- 理查·赫特維格，德國動物學家

### 6日
- 安傑洛·馬斯科，義大利演員

### 9日
- 奧古斯特·德·博克，佛蘭芒作曲家
- 恩斯特·路德维希，德國王子

### 10日
- 克魯蒂齊的彼得，蘇聯東正教神父、烈士和大都會

### 11日
- 艾瑪·鮑爾，美國醫生、夜店女郎和女報人

### 13日
- 卡齐米日·诺瓦克，波蘭旅行家

### 14日
- 奧古斯丁·德·盧克·科卡，西班牙將軍和政治家
- 薩爾瓦多·米卡利齊，義大利羅馬天主教神父和受人尊敬的神父

### 15日
- 詹姆斯·馬庫斯，美國演員

### 16日
- 讓·德·布倫霍夫，法國作家
- 威廉·西利·戈塞特，英國化學家和統計學家[5]

### 17日
- 約瑟夫·布魯斯·伊斯梅，英國商人
- 安東尼奧·帕雷拉斯，巴西畫家、插畫家

### 19日
- 佩德羅·丘特羅，阿根廷醫生
- 欧内斯特·卢瑟福，紐西蘭物理學家，諾貝爾化學獎獲得者

### 23日
- 尼古拉·克柳耶夫，俄羅斯詩人

### 26日
- 約瑟夫·多博爾-穆希尼基，波蘭將軍

### 27日
- 約瑟夫·費利克斯·布喬，法國畫家
- 阿卜杜勒·卡里姆·汗，印度古典歌唱家

### 29日
- 卡齊米日·契卓斯基，波蘭出生的蘇聯政治家

### 30日
- 孟德尔·哈塔耶维奇，蘇聯政治家
- 伊萬·朱可夫，蘇聯政治家

## 11月

### 1日
- 伊瓦爾·鮑克，挪威將軍

### 2日
- 費利克斯·加菲奧，法國語言學家

### 4日
- 威廉·貝內特，英國政治家
- 阿爾弗雷德·沃爾特·坎貝爾，澳大利亞神經學家
- 古斯塔夫·加特納，奧地利病理學家
- 埃米爾·哈斯勒，瑞士醫生、植物學家

### 5日
- 木下尚江，日本基督教社會主義者

### 6日
- 約翰斯頓·福布斯-羅伯遜，英國舞台演員

### 8日
- 弗朗西斯·德·克魯瓦塞特，比利時出生的法國劇作家

### 9日
- 拉姆齊·麥克唐納，英國政治家，兩屆英國首相

### 10日
- 尼古拉·巴塔洛夫，蘇聯演員

### 11日
- 瓜生外吉，日本海軍上將

### 13日
- 萊斯利·卡特，美國女演員

### 15日
- 埃罗·耶内费尔特，芬蘭現實主義畫家

### 16日
- Némèse Garneau，加拿大政治家
- 希臘的塞西莉婭公主，黑森州世襲大公喬治·多納圖斯的妻子，愛丁堡公爵菲力浦親王的妹妹

### 17日
- 傑克·沃勒爾，澳大利亞板球運動員、教練

### 20日
- 蘇聯大都會約瑟夫

### 23日
- 米克洛什·科瓦奇，匈牙利出生的南斯拉夫詩人
- 贾格迪什·钱德拉·博斯，印度物理學家
- 喬治·阿爾伯特·布倫格，比利時博物學家

### 25日
- 亞歷山大·格拉戈列夫，俄羅斯東正教牧師、宗教哲學家和聖人
- 亞歷山德羅·帕多亞，義大利數學家
- 雷蒙德·斯坦頓·巴頓，美國海軍上將、工程師和美國海岸和大地測量局第二任局長

### 26日
- 博勒吉德·根登，蒙古政治人物，蒙古第9任總理和蒙古第2任總統

### 27日
- 弗谢沃洛德·巴利茨基，蘇聯領導人
- 埃羅·哈帕萊寧，芬蘭共產黨領導人、活動家
- 費利克斯·哈姆林，瑞典第22任首相
- 瓦西裡·利普基夫斯基，蘇聯東正教牧師，大都會
- 威廉·温伯格，德國醫生

### 28日
- 馬格努斯·古德蒙德松，冰島政治家，冰島第三任總理

## 12月

### 1日
- 饶国华，中國國民革命軍將領

### 2日
- 約瑟夫·科馬斯·索拉，安道爾天文學家

### 3日
- 阿提拉·約瑟夫，匈牙利詩人
- 普羅斯珀·波萊特，比利時政治家，比利時第26任首相
- 樂以琴，中國飛行王牌

### 4日
- 拉尔夫·刘易斯，美國演員
- 薩希布扎達·阿卜杜勒·卡尤姆，印度政治家和教育家

### 8日
- 漢斯·莫利施，捷克-奧地利植物學家
- 艾哈邁德·拜圖爾西諾夫，哈薩克詩人、政治家、突厥學家

### 9日
- 莉莉亞斯·阿姆斯壯，英國語音學家
- 古斯塔夫·达伦，瑞典物理學家，諾貝爾獎獲得者

### 10日
- 羅伯特·博爾德，英國演員

### 12日
- 阿爾弗雷德·阿貝爾，德國演員

### 14日
- 法比安·德拉羅薩，菲律賓畫家

### 16日
- 喬治·馬茲尼亞什維利，蘇聯將軍

### 17日
- 迪米特裡·塞盧格雷阿努，羅馬尼亞醫生、博物學家和生理學家

### 18日
- 羅伯特·沃思·賓厄姆，美國政治家

### 20日
- 埃里希·鲁登道夫，德國將軍

### 21日
- 梅利頓·巴蘭奇瓦澤，蘇聯作曲家
- 泰德·希利，美國演員
- 弗兰克·B·凯洛格，美國國務卿，諾貝爾和平獎獲得者

### 22日
- 約瑟夫·達比，英國跳線運動員

### 23日
- 奧斯曼·努里·哈季奇，波士尼亞作家

### 25日
- 牛顿·D·贝克，俄亥俄州克利夫蘭市第37任市長，美國戰爭部長

### 27日
- 庫特·赫德利，英國軍官和運動員
- 威廉·安德魯斯，美國政治家，1919 年至 1921 年美國眾議院議員

### 28日
- 赫伯特·布爾莫爾，蘇格蘭橄欖球聯盟國際球員，克里·派克的祖父
- 莫里斯·拉威爾，法國作曲家（波萊羅）
- 阿爾傑農·湯瑪斯，紐西蘭科學家

### 29日
- 弗雷德里克·貝希曼，挪威法學家
- 唐·馬奎斯，美國詩人[6]

### 30日
- 漢斯·尼爾斯·安徒生，丹麥商人，東亞公司創始人

### 31日
- 德茲索·齊加尼，匈牙利畫家